# 米齐·卡斯帕
米齐·卡斯帕（德語：Mizzi Kaspar；1864年9月28日—1907年1月29日）是奥匈帝国皇储鲁道夫的情妇。

## 生平
米齐·卡斯帕一般被认为是一名演员和妓女，在当时的维也纳被称为“Soubrette”，一种等级较高的妓女。
尽管鲁道夫也有其他的情妇，但他与米齐的关系一直很密切，直到他自杀。1887 年，他在维也纳的维登距离维也纳河不远处以6万古尔登的价格为她买下了一栋三层楼的联排别墅。他还赠与米齐了总计约13万古尔登的现金和珠宝。
在梅耶林惨案前，鲁道夫对生活越越来越绝望。他想和米齐一起自杀，但她不想和他一起死。她向警方报告了鲁道夫的自杀计划，但警方并未重视。1889年1月27日至28日，鲁道夫和她一起度过了最后一晚。第二天，鲁道夫自杀。1月30日上午，鲁道夫的尸体在梅耶林狩猎小屋被发现。与他一起死的是他的另一位情妇，年轻的女男爵瑪麗亞·費瑟拉。
鲁道夫在遗嘱中给她留下了3万古尔登。她从未接受过采访，过着完全隐居的生活。
1891 年，她卖掉了鲁道夫为她购买的房子，搬到了同一区的另一栋房子，离市中心更近一些。
根据死亡证明，她于1907年1月29日死于梅毒导致的脊髓硬化。她被埋葬在默德灵，今天她的坟墓已经不存在了。
她没有留下日记，没有信件，也没有回忆录。